# Draft de la NBA de 1966
El Draft de la NBA de 1966 fue el vigésimo draft de la National Basketball Association (NBA). El draft se celebró el 11 de mayo de 1966 antes del comienzo de la temporada 1966-67. 
En este draft, diez equipos de la NBA seleccionaron a jugadores amateurs del baloncesto universitario. Los jugadores que hubiesen terminado el periplo universitario de cuatro años estaban disponibles para ser seleccionados. Si un jugador abandonaba antes la universidad, no podía ser escogido en el draft hasta que su clase se graduase. Las dos primeras elecciones del draft correspondieron a los equipos que finalizaron en la última posición en cada división, con el orden determinado por un lanzamiento de moneda. New York Knicks ganó el primer puesto del draft, mientras que Detroit Pistons fue premiado con la segunda elección. Este draft fue el primero en el que se utilizó el método del lanzamiento de moneda, que reemplazó a la regla de la elección territorial. Los demás equipos seleccionaron en orden inverso al registro de victiorias-derrotas en la temporada anterior. 
Una franquicia en expansión, Chicago Bulls, participó en el Draft de la NBA por primera vez y se le asignó la última elección de cada ronda. El draft consistió de diecinueve rondas y 112 jugadores fueron seleccionados.

## Selecciones y notas del draft
Cazzie Russell, de la Universidad de Míchigan, fue seleccionado en la primera posición del draft por New York Knicks. Dave Bing, de la Universidad de Syracuse, ganador del Rookie del Año de la NBA en su primera temporada, fue seleccionado en la segunda posición por Detroit Pistons. Bing fue nombrado entre los 50 mejores jugadores en la historia de la NBA en 1996 y también fue incluido en el Basketball Hall of Fame. Además, fue incluido en el mejor quinteto de la NBA en tres ocasiones y en siete All-Star Game de la NBA. Tras retirarse del baloncesto profesional, se convirtió en político y ganó las elecciones para alcalde de Detroit en 2009.
Russell ganó un campeonato de la NBA con New York Knicks en 1970, y disputó el All-Star Game en 1972. Lou Hudson, la cuarta elección, y Archie Clark, la trigésimoséptima, también formaron parte de un mejor quinteto de la temporada y de un All-Star Game. Hudson participó en seis All-Star Games y Clark en dos. Otros tres jugadores de este draft, la tercera elección Clyde Lee, la quinta Jack Marin y la vigésimoséptima John Block, también disputaron al menos un All-Star Game. Matt Guokas, la novena elección, ganó un campeonato de la NBA con Philadelphia 76ers en su primera temporada en la liga, y junto a su padre, Matt Guokas, Sr., se convirtieron en el primer dúo padre-hijo en ganar un título de la NBA. Matt Guokas, Sr. ganó el campeonato en la temporada inaugural de la liga con Philadelphia Warriors en 1947. Matt Guokas, Jr. trabajó como entrenador tras su carrera de jugador y dirigió durante tres temporadas a los 76ers y a Orlando Magic durante cuatro. John Wetzel, la septuagésima quinta elección, también entrenó a Phoenix Suns durante una campaña.

## Leyenda
|  | Denota jugador miembro del Basketball Hall of Fame                                                 |
|  | Denota jugador que ha sido seleccionado al menos en un All-Star Game y un Mejor Quinteto de la NBA |
|  | Denota jugador que ha sido seleccionado al menos en un All-Star Game                               |
|  | Denota jugador que nunca ha jugado en la NBA                                                       |

## Draft

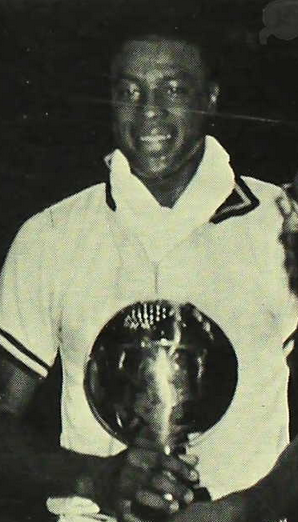
Cazzie Russell, el número 1.

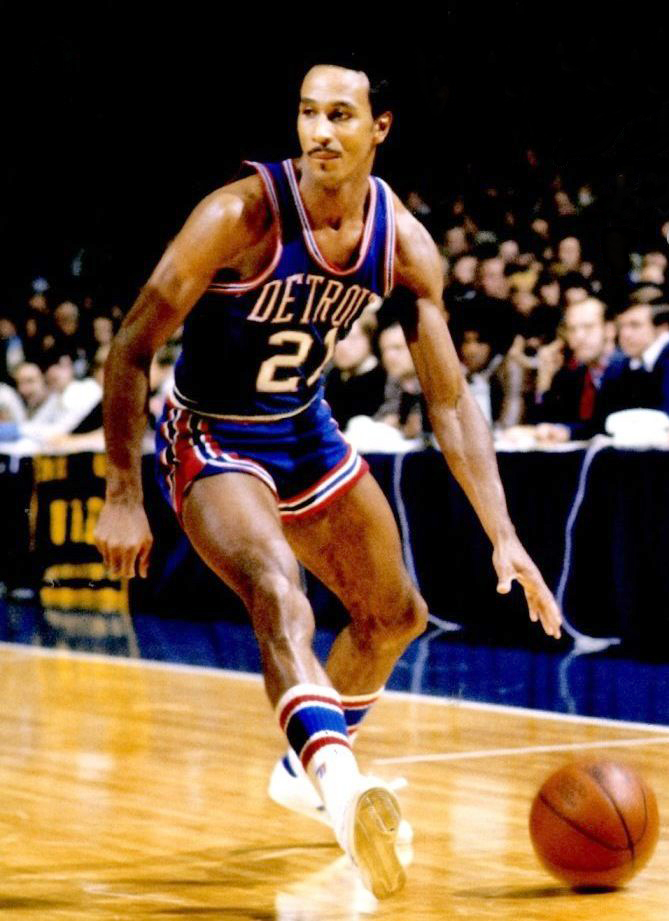
Dave Bing, la 2.ª elección.

| Ronda | Pick | Jugador         | Posición | Nacionalidad   | Equipo                 | Universidad    |
| ----- | ---- | --------------- | -------- | -------------- | ---------------------- | -------------- |
| 1     | 1    | Cazzie Russell  | G/F      | Estados Unidos | New York Knicks        | Michigan       |
| 1     | 2    | Dave Bing       | G        | Estados Unidos | Detroit Pistons        | Syracuse       |
| 1     | 3    | Clyde Lee       | F/C      | Estados Unidos | San Francisco Warriors | Vanderbilt     |
| 1     | 4    | Lou Hudson      | G/F      | Estados Unidos | St. Louis Hawks        | Minnesota      |
| 1     | 5    | Jack Marin      | G/F      | Estados Unidos | Baltimore Bullets      | Duke           |
| 1     | 6    | Walt Wesley     | C        | Estados Unidos | Cincinnati Royals      | Kansas         |
| 1     | 7    | Jerry Chambers  | F        | Estados Unidos | Los Angeles Lakers     | Utah           |
| 1     | 8    | Jim Barnett     | G/F      | Estados Unidos | Boston Celtics         | Oregon         |
| 1     | 9    | Matt Guokas     | G/F      | Estados Unidos | Philadelphia 76ers     | Saint Joseph's |
| 1     | 10   | Dave Schellhase | G        | Estados Unidos | Chicago Bulls          | Purdue         |
| 2     | 11   | Henry Akin      | F/C      | Estados Unidos | New York Knicks        | William Carey  |
| 2     | 12   | Dorie Murrey    | F/C      | Estados Unidos | Detroit Pistons        | Detroit        |
| 2     | 13   | Joe Ellis       | G/F      | Estados Unidos | San Francisco Warriors | San Francisco  |
| 2     | 14   | Dick Snyder     | G/F      | Estados Unidos | St. Louis Hawks        | Davidson       |
| 2     | 15   | Neil Johnson    | F/C      | Estados Unidos | Baltimore Bullets      | Creighton      |
| 2     | 16   | Jerry Lee Wells | G        | Estados Unidos | Cincinnati Royals      | Oklahoma City  |
| 2     | 17   | Hank Finkel     | C        | Estados Unidos | Los Angeles Lakers     | Dayton         |
| 2     | 18   | Leon Clark      | F        | Estados Unidos | Boston Celtics         | Wyoming        |
| 2     | 19   | Bill Melchionni | G        | Estados Unidos | Philadelphia 76ers     | Villanova      |
| 2     | 20   | Erwin Mueller   | F/C      | Estados Unidos | Chicago Bulls          | San Francisco  |

## Otras elecciones
La siguiente lista incluye otras elecciones de draft que han aparecido en al menos un partido de la NBA.
| Ronda | Pick | Jugador        | Posición | Nacionalidad   | Equipo             | Universidad    |
| ----- | ---- | -------------- | -------- | -------------- | ------------------ | -------------- |
| 3     | 24   | Tommy Kron     | G        | Estados Unidos | St. Louis Hawks    | Kentucky       |
| 3     | 26   | Jim Ware       | F        | Estados Unidos | Cincinnati Royals  | Oklahoma City  |
| 3     | 27   | John Block     | F/C      | Estados Unidos | Los Angeles Lakers | USC            |
| 3     | 29   | Donnie Freeman | G        | Estados Unidos | Philadelphia 76ers | Illinois       |
| 4     | 37   | Archie Clark   | G        | Estados Unidos | Los Angeles Lakers | Minnesota      |
| 4     | 38   | Johnny Austin  | G        | Estados Unidos | Boston Celtics     | Boston College |
| 4     | 39   | Ken Wilburn    | F        | Estados Unidos | Philadelphia 76ers | Central State  |
| 8     | 69   | Mike Silliman  | F        | Estados Unidos | New York Knicks    | Army           |
| 8     | 73   | Roland West    | G        | Estados Unidos | Baltimore Bullets  | Cincinnati     |
| 8     | 75   | John Wetzel    | G/F      | Estados Unidos | Los Angeles Lakers | Virginia Tech  |
| 9     | 78   | Bill Turner    | F        | Estados Unidos | New York Knicks    | Akron          |
| 10    | 88   | Freddie Lewis  | G        | Estados Unidos | Cincinnati Royals  | Arizona State  |
| 11    | 94   | Stan McKenzie  | G/F      | Estados Unidos | Baltimore Bullets  | NYU            |
| 12    | 98   | Dave Deutsch   | G        | Estados Unidos | New York Knicks    | Rochester      |
| 15    | 106  | Paul Long      | G        | Estados Unidos | St. Louis Hawks    | Wake Forest    |